# Cislău
Cislău – wieś w Rumunii, w okręgu Buzău, w gminie Cislău. W 2011 roku liczyła 2095 mieszkańców.